# Oscar Benl
Oscar Benl (25 mai 1914 à Nuremberg - 21 novembre 1986 à Hambourg) est un japonologue allemand. Il traduit en allemand de nombreux textes de la littérature japonaise traditionnelle et moderne, dont Tsurezuregusa de Yoshida Kenkō, Manazuru et Han no hanzai de Naoya Shiga, Tsurumakichō de Masuji Ibuse , Yukiguni et Izu no odoriko de Yasunari Kawabata, Shayō d'Osamu Dazai, Shiosai de Yukio Mishima, Ryōjū, Hyōheki et Tōgyū d'Inoue Yasushi, Genji monogatari de Murasaki Shikibu, Fūten rōjin nikki et Chijin no ai de Jun'ichirō Tanizaki, Aru onna no enkei de Seiichi Funabashi, Suna no onna et Tannin no kao de Kōbō Abe ainsi que Kokoro de Natsume Sōseki. Il rédige également plusieurs essais sur le bouddhisme zen et le théâtre japonais traditionnel.

## Biographie
Oscar Benl étudie le droit à Munich et Hambourg à partir de 1933 puis la sinologie en 1935. Il finance lui-même son voyage au Japon pour étudier la littérature japonaise classique à l'université impériale de Tokyo de 1937 à 1940.
De retour en Allemagne, il suit de 1941 à 1945 les cours de l'Hansischen Universität auprès de Wilhelm Gundert (de) au département de langue et culture japonaise où il occupe un poste d'assistant de recherche. En 1943, sa thèse de doctorat pmorte[Quoi ?] sur « L'idéal esthétique de Zeami. »
De 1941 à 1945 Oscar Benl fait son service militaire (entre autres comme interprète pour la Wehrmacht), et à partir de 1944 il travaille à l'ambassade d'Allemagne à Tokyo. En 1947, il retourne en Allemagne et obtient son habilitation en 1948 avec son essai Le développement de la poésie japonaise jusqu'au xvie siècle au département des études japonaises de l'université de Munich. La même année, il reprend son poste d'assistant à l'université de Hambourg là où il a été nommé en 1953 et en 1956 est nommé professeur titulaire. Il reste à ce poste jusqu'à sa retraite en 1983.

## Œuvres
- Die Entwicklung der japanischen Poetik bis zum 16. Jahrhundert. Cram/de Gruyter, Hamburg 1951.
- Das japanische Kettengedicht. In: Zeitschrift der Deutschen Morgenländischen Gesellschaft. Bd. 104 (1954), S. 432–450 (online).